# Minas Tênis Clube
Il Minas Tênis Clube è un'associazione sportiva brasiliana della città di Belo Horizonte, fondata il 15 novembre 1935. I suoi iscritti sono oltre 70.000, che praticano differenti sport.

## Storia
Il terreno adibito alla creazione della prima sede della società sportiva era, dal 1890, indicato come possibile area per la costruzione dello zoo cittadino. L'espansione dell'abitato per l'aumento della popolazione e la vicinanza dell'area al Palácio da Liberdade, sede del governatore, fece desistere il progetto, convertendolo all'ideazione di un'area sportiva.